# ورم الخلايا العملاقة الوتري الزليلي
يشير مصطلح ورم الخلايا العملاقة الوتري الزليلي إلى مجموعة من أورام المفاصل النادرة السليمة عادة. تتطور هذه الأورام غالبًا من بطانة المفاصل (المعروفة أيضًا باسم النسيج الزليلي).
تشمل الأعراض الشائعة لهذه الأورام التورم والألم والصلابة وتحدد الحركة في المفصل أو الطرف المصاب. يمكن تقسيم هذه المجموعة من الأورام إلى مجموعات فرعية مختلفة وفقًا لموقعها ونمط نموها وإنذارها (تطورها المتوقع). يُشار إلى الأورام الموضعية من هذا النوع باسم ورم الخلايا العملاقة في غمد الوتر؛ في حين يُدعى الشكل المنتشر أيضًا باسم التهاب الغشاء الزليلي الزغابي العقيدي المصطبغ.

## الآلية
تنمو أورام الخلايا العملاقة الوترية الزليلية نتيجة تعبير جيني مفرط لعامل تحفيز المستعمرات 1 (سي إس إف 1). يؤدي هذا إلى تراكم الخلايا الحاوية على مستقبل عامل تحفيز المستعمرات 1 (سي إس إف 1 آر) في النسيج المفصلي.

## التشخيص
يمكن تشخيص أورام الخلايا العملاقة الوترية الزليلية من خلال التصوير بالرنين المغناطيسي (إم آر آي) أو من خلال الخزعة أو الجراحة. يعتبر التعرف على هذا الاضطراب صعبًا وكثيرًا ما يتأخر تشخيصه لسنوات بسبب الأعراض غير النوعية أو بسبب ندرة الأعراض بشكل عام. كثيرًا ما تُشخص حالات أورام الخلايا العملاقة الوترية الزليلية خطأ على أنها التهاب العظم والغضروف أو رض موضعي أو إصابات رياضية أو أورام صفراء أو حالات مرضية أخرى. وجدت دراسة شملت 122 حالة لمرضى مصابين بأشكال منتشرة من الورم أن تشخيص الورم يتأخر وسطيًا مدة 2.9 سنوات.

## العلاج
تعتبر الجراحة أكثر أشكال العلاج شيوعًا لكل من الشكلين الموضع والمنتشر من ورم الخلايا العملاقة الوتري الزليلي. بعد الجراحة، يمكن أن يتلقى المرضى العلاج الفيزيائي بهدف المساعدة على إعادة تأهيل المفاصل المصابة. لكن نكس هذه الأورام بعد الجراحة أمر شائع، كما يعتبر معدل نكس الشكل المنتشر أكبر من الشكل الموضع. في حالة الأورام المتكررة أو المعندة، يمكن أن يشمل العلاج إجراء عدة عمليات جراحية أو تصنيع المفصل الكامل أو بتر الطرف المصاب.
يمكن أن تُستخدم المقاربة متعددة الاختصاصات والعلاج الجراحي الداعم المشارك بالعلاج الشعاعي أو العلاجات الأخرى في تحسين نتائج الأورام الناكسة. في أواخر العقد الثاني من القرن الحادي والعشرين، ظهر العلاج بمثبطات مستقبل عامل تحفيز المستعمرات 1 كخيار علاجي فعال، إذ قد يساعد على تحسين الوظيفة الحركية للمرضى في الأورام الناكسة أو الأورام غير القابلة للتدبير بشكل فعال جراحيًا.

## الوبائيات
قدرت دراسة أُجريت في هولندا أن معدل الحدوث العالمي لورم الخلايا العملاقة الوتري الزليلي يصل إلى 43 حال لكل مليون شخص سنويًا. قُدر أن أغلبية هذه الحالات (بمعدل 39 حالة لكل مليون شخص سنويًا) من الشكل الموضعي؛ في حين قُدر أن الحالات الباقية (4 حالات لكل مليون شخص سنويًا) من الشكل المنتشر. يمكن أن يحدث الورم في جميع الأعمار، لكن المصابين بالشكل الموضع تتراوح أعمارهم نموذجيًا بين الثلاثين والخمسين، في حين يميل الشكل المنتشر من الورم لإصابة الأشخاص تحت سن الأربعين.

## التصنيف
يشمل تصنيف ورم الخلايا العملاقة الوتري الزليلي نوعين فرعيين يمكن أن يُقسما تبعًا لمكان الإصابة –ضمن المفصل (داخل مفصلي) أو خارج المفصل (خارج مفصلي)- ونمط النمو (موضع أو منتشر) الخاص بالورم أو الأورام. تختلف الأورام الموضعة والمنتشرة في إنذارها وصورتها السريرية وسلوكها البيولوجي، لكنها تشترك بطريقة مشتركة لتطور المرض.

## ورم الخلايا العملاقة الوتري الزليلي الموضع
يُشار إلى الشكل الموضع أحيانًا باسم التهاب الغشاء الزليلي الزغابي العقيدي المصطبغ الموضع (إل – بي في إن إس) وورم غمد الوتر ذي الخلايا العملاقة (جي سي تي – تي إس) والتهاب الغشاء الزليلي الوتري العقيدي والتهاب الغشاء الزليلي العقيدي الموضع وإل – تي جي سي تي.
يعتبر الشكل الموضعي من الورم أكثر شيوعًا. يتراوح قياس الأورام الموضعية نموذجيًا بين 0.5 سم و4 سم، وهي تتطور على مدى سنوات وتعتبر عمومًا حميدة وغير مخربة للأنسجة المحيطة، كما قد تنكس في المنطقة المصابة. يعتبر تورم المفصل المصاب أكثر الأعراض شيوعًا. يحدث الشكل الموضع من الورم بشكل أكثر شيوعًا في الأصابع، لكنه قد يصيب مفاصل أخرى.
يُشار إلى الشكل الموضع أحيانًا باسم التهاب الغشاء الزليلي الزغابي العقيدي المصطبغ (بي في إن إس) والتهاب الغشاء الزليلي الزغابي العقيدي التقليدي ودي – تي جي سي تي.
يحدث الشكل المنتشر بشكل أقل شيوعًا من الموضع ويعتبر عدوانيًا موضعيًا (في بعض الحالات، يمكن أن تنتشر الأورام إلى الأنسجة الرخوة المحيطة). يصيب الورم بشكل أكثر شيوعًا الأشخاص تحت عمر الأربعين، مع أن عمر الظهور يختلف من شخص إلى آخر. يمكن أن يحدث الشكل المنتشر داخل المفصل (ورم داخل مفصلي) أو خارجه (ورم خارج مفصلي). تظهر الأورام داخل المفصلية بشكل نموذجي في الركبة (نحو 75% من الحالات) والورك (نحو 15% من الحالات). توجد الأورام خارج المفصلية عادة في الركبة والفخذ والقدم. تشمل الأعراض تورم المفصل والألم والحساسية وتحدد مجال الحركة. يُقدر معدل النكس بنحو 18 – 46% في الأورام داخل المفصلية ونحو 33 – 50% في الأورام خارج المفصلية.